# Vanoverberghia sepulchrei
Vanoverberghia sepulchrei är en enhjärtbladig växtart som beskrevs av Elmer Drew Merrill. Vanoverberghia sepulchrei ingår i släktet Vanoverberghia och familjen Zingiberaceae.
Artens utbredningsområde är Filippinerna. Inga underarter finns listade i Catalogue of Life.